# Ко Мьон Чжін
Ко Мьон Чжін (кор. 고명진; нар. 9 січня 1988, Сувон, Кьонгі, Південна Корея) — південнокорейський футболіст, центральний півзахисник клубу «Ульсан Хьонде».

## Клубна кар'єра
У 2003 році закінчив Середню школу Сокван, після чого приєднався до «Сеула», який на той час був відомий як «Аньян LG Чітахс». Наступного року дебютував на професіональному рівні. 21 жовтня 2006 року відзначився першим голом за команду у К-Лізі, у поєдинку проти «Чоннам Дрегонз». У січні 2014 року призначений віце-капітаном «Сеула» на сезон 2014 року, а перед початком сезону 2015 року призначений капітаном команду. 15 липня 2015 року перебрався до «Ер-Раяна». У вересні 2019 року перебрався до хорватського «Славен Белупо», але вже два місяці по тому залишив команду.
Напередодні старту сезону 2020 року повернувся до представника К-ліги 1 «Ульсан Хьонде». У своєму першому сезоні в «Ульсані» допоміг команді вдруге в історії клубу виграти Лігу чемпіонів АФК 2020.

## Кар'єра в збірній
23 травня 2011 року викликаний до національної збірної Південної Кореї на товариські матчі проти Сербії та Гани, але в жодному з них не грав. Дебютував за національну команду 14 листопада 2012 року в програному (1:2) товариському матчі проти Австралії.

## Статистика виступів

### Клубна
Станом на 21 квітня 2022
| Клуб              | Сезон             | Ліга              | Ліга  | Ліга | Нац. кубок | Нац. кубок | Кубок ліги | Кубок ліги | Конт. кубок | Конт. кубок | Загалом | Загалом |
| Клуб              | Сезон             | Дивізіон          | Матчі | Голи | Матчі      | Голи       | Матчі      | Голи       | Матчі       | Голи        | Матчі   | Голи    |
| ----------------- | ----------------- | ----------------- | ----- | ---- | ---------- | ---------- | ---------- | ---------- | ----------- | ----------- | ------- | ------- |
| «Сеул»            | 2004              | К-Ліга 1          | 0     | 0    | 0          | 0          | 2          | 0          | _           | _           | 2       | 0       |
| «Сеул»            | 2005              | К-Ліга 1          | 1     | 0    | 0          | 0          | 0          | 0          | _           | _           | 1       | 0       |
| «Сеул»            | 2006              | К-Ліга 1          | 0     | 0    | 0          | 0          | 6          | 0          | _           | _           | 6       | 0       |
| «Сеул»            | 2007              | К-Ліга 1          | 10    | 1    | 2          | 0          | 2          | 0          | _           | _           | 14      | 1       |
| «Сеул»            | 2008              | К-Ліга 1          | 9     | 1    | 0          | 0          | 5          | 0          | _           | _           | 14      | 1       |
| «Сеул»            | 2009              | К-Ліга 1          | 21    | 2    | 2          | 0          | 3          | 0          | 4           | 0           | 29      | 2       |
| «Сеул»            | 2010              | К-Ліга 1          | 7     | 0    | 1          | 0          | 2          | 0          | _           | _           | 10      | 0       |
| «Сеул»            | 2011              | К-Ліга 1          | 24    | 2    | 3          | 0          | 0          | 0          | 4           | 1           | 31      | 3       |
| «Сеул»            | 2012              | К-Ліга 1          | 29    | 1    | 1          | 0          | –          | –          | _           | _           | 40      | 1       |
| «Сеул»            | 2013              | К-Ліга 1          | 30    | 3    | 3          | 0          | –          | –          | 13          | 2           | 46      | 5       |
| «Сеул»            | 2014              | К-Ліга 1          | 31    | 2    | 3          | 0          | –          | –          | 10          | 0           | 44      | 2       |
| «Сеул»            | 2015              | К-Ліга 1          | 20    | 1    | 1          | 0          | –          | –          | 8           | 1           | 29      | 2       |
| «Сеул»            | Згалом            | Згалом            | 192   | 13   | 16         | 0          | 20         | 0          | 39          | 4           | 267     | 17      |
| «Ер-Раян»         | 2015-16           | Ліга зірок Катару | 23    | 2    | 0          | 0          | 0          | 0          | _           | _           | 23      | 2       |
| «Ер-Раян»         | 2016-17           | Ліга зірок Катару | 18    | 3    | 0          | 0          | 0          | 0          | 6           | 0           | 24      | 3       |
| «Ер-Раян»         | 2017-18           | Ліга зірок Катару | 17    | 1    | 0          | 0          | 0          | 0          | 6           | 0           | 23      | 1       |
| «Ер-Раян»         | 2018-19           | Ліга зірок Катару | 18    | 1    | 0          | 0          | 0          | 0          | 5           | 0           | 23      | 1       |
| «Ер-Раян»         | Загалом           | Загалом           | 76    | 7    | 0          | 0          | 0          | 0          | 17          | 0           | 93      | 7       |
| «Славен Белупо»   | 2019-20           | ПЛХ               | 4     | 0    | 0          | 0          | _          | _          | _           | _           | 4       | 0       |
| «Ульсан Хьонде»   | 2020              | К-Ліга 1          | 14    | 0    | 2          | 0          | _          | _          | 8           | 0           | 24      | 0       |
| «Ульсан Хьонде»   | 2021              | К-Ліга 1          | 15    | 0    | 0          | 0          | _          | _          | 6           | 0           | 21      | 0       |
| «Ульсан Хьонде»   | 2022              | К-Ліга 1          | 2     | 0    | 0          | 0          | _          | _          | 3           | 0           | 5       | 0       |
| «Ульсан Хьонде»   | Загалом           | Загалом           | 31    | 0    | 2          | 0          | _          | _          | 17          | 0           | 50      | 0       |
| Усього за кар'єру | Усього за кар'єру | Усього за кар'єру | 303   | 20   | 18         | 0          | 20         | 0          | 73          | 4           | 414     | 24      |

## Досягнення

### Клубні
«Сеул»
- К-Ліга 1
  -  Чемпіон (2): 2010, 2012

- Кубок К-Ліги
  -  Володар (2): 2006, 2010

- Ліга чемпіонів АФК
  -  Фіналіст (1): 2013

- Кубок Південної Кореї
  -  Фіналіст (1): 2014

«Ер-Раян»
- Ліга зірок Катару
  -  Чемпіон (1): 2015/16

«Ульсан Хьонде»
- Ліга чемпіонів АФК
  -  Чемпіон (1): 2020

### Індивідуальні
- Найкраща 11-ка К-Ліги: 2014